# Комуністичний союз молоді Китаю

Комуністичний союз молоді Китаю (кит.: 中國共產主義青年團) — молодіжна організація в КНР.

## Історія
Заснований в травні 1922 року як Соціалістичний союз молоді Китаю. У 1949 перейменований в Новодемократичний союз молоді Китаю. У 1957 отримав сучасну назву Комуністичний союз молоді Китаю. Структурний образ організації взятий за основу ВЛКСМ СРСР. У період культурної революції комсомол був відсунутий на другий план нової масової організацією молоді — хунвейбінами, а лідер союзу Ху Яобан був репресований. У 1970-ті роки, після розпуску організації хунвейбінів, діяльність КСМК відновилася і його провідна роль була відновлена. У 1985 році на базі центральної школи КСМК був організований Китайський молодіжний університет політичних наук. Президентом університету завжди є перший секретар комсомолу.

## Організація
Молодіжна організація Комуністичної партії Китаю. В організацію входить молодь віком від 14 до 28 років. КСМК офіційно вважається «школою, де широкі маси юнаків і дівчат вивчають комунізм на практиці; це помічник партії та її резерв». Комсомол керує роботою дитячої Піонерської організації Китаю.

## Перші секретарі комсомолу
- Ху Яобан (1957–1978)
- Ван Чжаого (1982–1984)
- Ху Цзіньтао (1984–1985)
- Сун Дефу (1985–1993)
- Лі Кецян (1993–1998)
- Чжоу Цян (1998–2006)
- Ху Чуньхуа (2006–2008)
- Лу Хао (2008–2013)
- Цинь Ічжі (з 2013)